# Hadsel
Hadsel (en sami septentrional: Válafierda) és un municipi situat al comtat de Nordland, Noruega. Té 8,042 habitants (2018) i la seva superfície és de 566.44 km². El centre administratiu del municipi és la poble de Stokmarknes. Els altres pobles de Hadsel són Fiskebøl, Gjerstad, Grønning, Grytting, Hanøyvika, Hennes, Kaljord, Melbu, Sanden i Sandnes.
El municipi és el municipi més meridional de la regió de Vesterålen. Es troba en quatre illes: Hadseløya, Hinnøya, Langøya i Austvågøya. Aproximadament el 70% de la població viu a l'illa de Hadseløya. L'illa de Hadseløya està connectada a Langøya pel Pont de Hadsel i el Pont de Børøy. A més, l'aeroport de Stokmarknes-Skagen es troba a prop. És l'aeroport actiu més petita de Noruega, que dona servei anualment a 100.000 passatgers (1997). La muntanya Higravstinden, a la frontera amb Vågan, és una de les muntanyes més altes de la regió.